# Jacques Morrens
Jacques Morrens (Mechelen, 4 januari 1948 - Machu Picchu, 3 mei 2014) was een Belgisch notaris en politicus voor de partij Bonheiden-Rijmenam (BR). Hij was burgemeester van Bonheiden.

## Levensloop
Morrens begon zijn politieke carrière bij de gemeenteraadsverkiezingen van 1970. Hij werd verkozen tot gemeenteraadslid van Walem. Hij werd schepen van openbare werken en bleef dit tot zijn huwelijk in 1974. Hij verhuisde toen naar Mechelen. Daar nam hij voor de CVP als jongerenkandidaat deel aan de gemeenteraadsverkiezingen van 1976. Hij haalde 762 stemmen en werd daarmee eerste opvolger. Nadat hij in 1977 notaris werd in Bonheiden, nam hij daar ook voor de CVP deel aan de gemeenteraadsverkiezingen van 1982. Hij werd verkozen tot gemeenteraadslid.
Morrens verliet uit onvrede de CVP en was in 1988 samen met twee Rijmenamse schepenen een van de stichters van de lokale lijst Bonheiden-Rijmenam (BR). In april 1989 werd hij aangesteld als burgemeester van de gemeente Bonheiden. Hij leidde een coalitie van BR, Volksunie, PVV en SP. Alzo belandde de CVP na 24 jaar bestuur in de oppositie. Na de gemeenteraadsverkiezingen van 1994 werd Morrens opnieuw burgemeester, ditmaal met een coalitie van BR en CVP. Omwille van zijn beroepsbezigheden als notaris alsook om gezondheidsredenen nam hij in maart 1997 ontslag als burgemeester en verliet hij tevens de gemeenteraad. Hij werd opgevolgd door partijgenoot Eric Duchesne als burgemeester. Ook in 2000 nam hij voor de BR als lijstduwer deel aan de gemeenteraadsverkiezingen. Hij was met 777 stemmen verkozen, maar wenste niet te zetelen.
Tijdens een bezoek aan de ruïnes van Machu Pichu in Peru overleed hij aan een hartstilstand. De uitvaartplechtigheid vond plaats in de Onze-Lieve-Vrouwkerk van Bonheiden.
Zijn zoon Steven Morrens is ook politiek actief, hij is voorzitter van de gemeenteraad van Bonheiden.